# Oriovac
Oriovac é uma vila e município no Condado de Brod-Posavina, Croácia. O município tem um total de 5.824 habitantes (2011).

## Geografia
O município contém 10 assentamentos:
- Bečic
- Ciglenik
- Kujnik
- Lužani
- Malino
- Oriovac
- Pričac
- Radovanje
- Slavonski Kobaš
- Živike

## História
Até 1918, Oriovac (chamado ORIOWACZ antes de 1850)  fazia parte da monarquia austríaca (Reino da Croácia-Eslavônia após o acordo de 1867), na fronteira militar eslavônia, Regimento Gradiskaner N°VIII antes de sua dissolução em 1881.